# Fitzwilliam
Fitzwilliam és una població dels Estats Units a l'estat de Nou Hampshire. Segons el cens del 2000 tenia 2.141 habitants.

## Demografia
Segons el cens del 2000, Fitzwilliam tenia 2.141 habitants, 836 habitatges, i 586 famílies. La densitat de població era de 23,9 habitants per km².
Dels 836 habitatges en un 32,7% hi vivien nens de menys de 18 anys, en un 58,7% hi vivien parelles casades, en un 7,7% dones solteres, i en un 29,9% no eren unitats familiars. En el 22,4% dels habitatges hi vivien persones soles el 7,4% de les quals corresponia a persones de 65 anys o més que vivien soles. El nombre mitjà de persones vivint en cada habitatge era de 2,56 i el nombre mitjà de persones que vivien en cada família era de 3,02.
Per edats la població es repartia de la següent manera: un 24,3% tenia menys de 18 anys, un 7% entre 18 i 24, un 28,2% entre 25 i 44, un 29,8% de 45 a 60 i un 10,8% 65 anys o més.
L'edat mediana era de 40 anys. Per cada 100 dones de 18 o més anys hi havia 104 homes.
La renda mediana per habitatge era de 48.125$ i la renda mediana per família de 55.476$. Els homes tenien una renda mediana de 35.474$ mentre que les dones 29.130$. La renda per capita de la població era de 23.127$. Entorn del 3,3% de les famílies i el 6,7% de la població estaven per davall del llindar de pobresa.